# Pore (jord)
 For alternative betydninger, se Pore. (Se også artikler, som begynder med Pore)
En pore (græsk: πóρος, =”gang”, ”passage”) er en fin kanal, et hulrum eller en passage i et materiale, ofte fyldt af væske eller luft. Et materiale med mange porer siges at være porøst. Derfor er en jord med mange mellemrum mellem de faste partikler en porøs jord.

## Porøsitet
Porøsiteten er et mål for forholdet mellem et materiales samlede porerumfang og materialets totale rumfang. Den defineres ofte som et decimaltal mellem 0 og 1 eller som en procentdel. I en jord vil en porøsitet på 100 % være det samme som luft, mens en porøsitet på 0 % er det samme som en massiv sten. I praktisk jordbrug stræber man efter en porøsitet på 50 %, dvs. at halvdelen af jordmængden er luft- eller vandfyldte mellemrum, porer.

## Luft og vand i porerne
Porestruktur henviser til fordelingen af porestørrelser og også til formen på porerne. De snævreste passager i porerne kaldes porehalse. I jord taler man om tre grupper af porer: de åbne porer med ”frit vand”, de mellemstore porer med ”tilgængeligt vand” og de små porer med ”utilgængeligt vand”. De åbne porer er vigtige, for de tjener som adgangsveje for luft, når tyndekraften har suget dem tomme. De mellemstore porer kan fastholde vand trods tyngdekraftens træk, mens vandet kan hentes ud derfra af planterødderne. Når disse porer fyldes op efter regnvejr, rummer de den tilgængelige del af jordens vandreserve. Endelig er der de helt små porer, som hverken kan tømmes af tyngdekraften eller planterødderne. Af dette ses det, at porestørrelserne bør være fordelt sådan, at der er flest mulige af de åbne og de mellemstore porer, mens der bør være færrest af de snævre porer.

## Indsivningsevne og permeabilitet
For et materiale med sammenhængende porer kan evnen til at transportere væske gennem porerne angives med dets permeabilitet. Transportegenskaberne afhænger ofte af porehalsene. Permeabiliteten angives i antal liter vand pr. m² pr. time. I dansk landbrugsjord regnes en permeabilitet på 4 l/m²/t for udmærket.
Der er den finesse, at jordoverfladens pemeabilitet er særligt afgørende. Hvis ikke vandet kan sive ind gennem overfladen og derfra nedad, må det samles som overfladevand (”pytter”) eller løbe bort som afstrømning (”vandløb”). Overfladens evne til at opsuge vand kaldes dens indsivningskapacitet. Den bør være over 4 mm/t under danske forhold.